# Igor Klatzo
Igor Klatzo (ur. 1916 w Sankt Petersburgu, zm. 5 maja 2007 w Montgomery Village) – amerykański neuropatolog polskiego pochodzenia.
Urodził się w St. Petersburgu w 1916 roku. Ojciec, Jerzy Klatzo, absolwent Uniwersytetu w Dorpacie, wywodził się ze spolszczonej rodziny szwedzkiego pochodzenia. Matka z domu Slusareff była córką pułkownika Regimentu Gwardii  Kozackiej w Carskim Siole. Rodzina Klatzów podczas rewolucji październikowej uciekła do Wilna. Tam Igor uczęszczał do gimnazjum im. Juliusza Słowackiego i podjął studia medyczne na Uniwersytecie Stefana Batorego (1934-39). W czasie studiów został przyjęty do korporacji akademickiej Leonidania, którą wkrótce opuścił, aby ubiegać się o przyjęcie do Konwentu Polonia (przyjęty w 1935, skreślony w 1937 i ponownie przyjęty w 2007). Podczas wojny pracował w szpitalu psychiatrycznym przy ul. Letniej w Wilnie. Żołnierz Armii Krajowej. W czasie walk o Wilno (Operacja „Ostra Brama”), był lekarzem Małego Kedywu. Po wojnie, pod wpływem nauczyciela Maksymiliana Rosego, wyjechał do Kaiser-Wilhelm-Institut fuer Hirnforschung w Berlinie-Buch. W grudniu 1947 roku otrzymał tytuł doktora medycyny na Uniwersytecie Alberta-Ludwiga we Fryburgu Bryzgowijskim. Na wiosnę 1948 roku wyjechał do Kanady, gdzie pracował w Montreal Neurological Institute razem z Wilderem Penfieldem (do 1952 roku) i G. Lymanem Duffem. Od 1956 roku kierował działem neuropatologicznym w National Institute of Neurological Diseases and Blindness (obecnie National Institutes of Neurological Disorders and Stroke, NINDS) w National Institutes of Health w Bethesdzie. Pod koniec lat 50. współpracował z Danielem Carltonem Gajduskiem przy jego badaniach nad kuru. Zajmował się barierą krew-mózg i patofizjologią obrzęku mózgu. W dorobku Klatzo znajduje się ponad 200 prac w recenzowanych czasopismach naukowych, rozdziałów książek, a także biografia małżeństwa Vogtów. W 1990 roku Polska Akademia Nauk przyznała mu Medal Mikołaja Kopernika. W 1993 roku został doktorem honoris causa Uniwersytetu im. Adama Mickiewicza w Poznaniu. Był członkiem American Association of Neuropathologists, Society of Neuroscience, International Society of Cerebral Blood Flow and Metabolism oraz Stroke Council przy American Heart Association.